# Leucoxena lactea
Leucoxena lactea är en fjärilsart som beskrevs av W. Warren 1900. Leucoxena lactea ingår i släktet Leucoxena och familjen mätare. Inga underarter finns listade i Catalogue of Life.